# Rio Aude
O rio Aude (em latim: Atax Atacis) é um rio dos departamentos de Pirenéus Orientais, Hérault, Aude (ao qual dá nome) e Ariège, no sudoeste da França. Banha as cidades de Carcassonne e Narbona.
Ao longo do seu percurso passa pelos seguintes departamentos e comunas:
- Pirenéus Orientais : na região de Capcir a Matemale, e Formiguères
- Hérault : Olonzac
- Aude : Axat, Quillan, Campagne-sur-Aude, Espéraza, Montazels, Couiza, Alet-les-Bains, Limoux, Carcassonne,Trèbes, Narbona, Coursan, Cuxac-d'Aude, Saint-Nazaire-d'Aude
- Ariège : Rouze